# 1770년 벵골 대기근

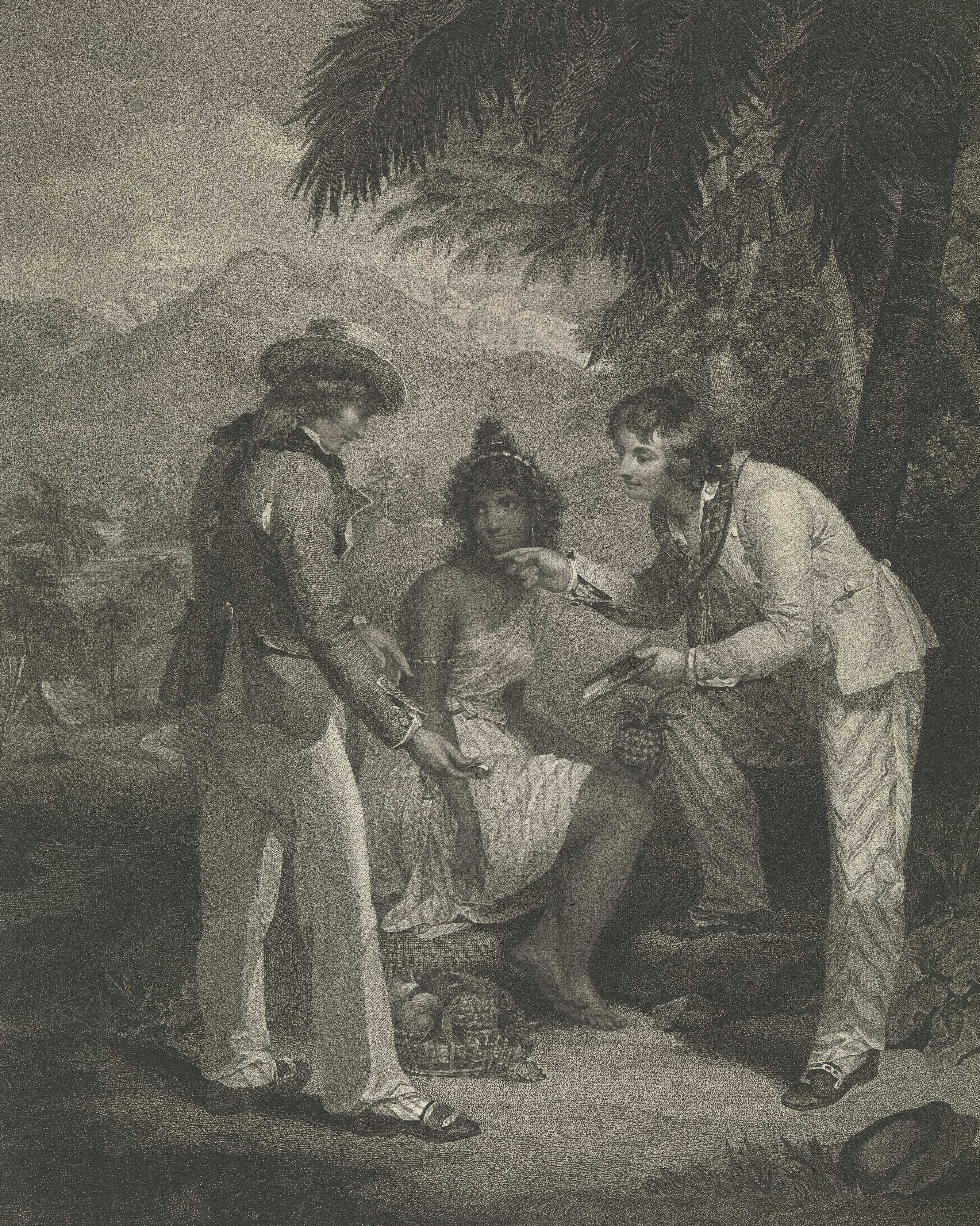
헨리 싱글톤 (Henry Singleton)과 챨스 나이트 (Charles Knight)의 캐리커처은 인도인 여성과 교섭하는 2명의 선원을 대하는 것으로, 거울을 제공하고 대가로 보며

벵골 대기근은 1764년 인도에서 가장 풍요로운 벵골 지방을 식민지한 영국 동인도회사의 경제정책으로 인해 1769년부터 1773년까지 벵골 주민의 약 3분의 1에 해당하는 1천만 명의 사람들이 영양 결핍으로 죽은 사건이다. 

## 같이 보기
- 인도의 기근
- 1943년 벵골 기근